# СЄПЕК
«Східно-Європейська паливно-енергетична компанія» (СЄПЕК, рос. ВЕТЭК, Восточно-Европейская топливно-энергетическая компания) — група компаній, що належить Сергію Курченку.

## Історія
22 лютого 2013 року пресслужба групи компаній «Газ Україна 2009» розповсюдила інформацію, що Курченко вирішив істотно змінити структуру бізнесу і перейти на новий етап розвитку. Була створена нова група компаній СЄПЕК (Східно-Європейська паливно-енергетична компанія; рос. ВЕТЭК, Восточно-Европейская топливно-энергетическая компания). До складу нової групи, окрім інших, входять дві основні компанії — ТОВ «ВЄТЕК.» та ТОВ «ВЄТЕК». У новій структурі Сергій Курченко не буде займатися операційним менеджментом, а зосередиться на контролі стратегії розвитку групи.

### Одеський нафтопереробний завод
26 лютого 2013 року стало відомо, що завдяки сприянню Курченка його група компаній «ВЄТЕК» купує у компанії «Лукойл» 99,6 % акцій Одеського нафтопереробного заводу. При здійсненні операції з продажу заводу виникла низка проблем.

### Німецька мережа автозаправних комплексів Sparschwein
У березні 2013 року група компаній «ВЄТЕК» Сергія Курченка придбала мережу заправок Sparschwein у Німеччині, яка торгує паливом на 170 АЗС.

### UMH Group
21 червня 2013 року було оголошено, що група компаній «ВЄТЕК» Сергія Курченка придбала 98 % акцій одного з найбільших медіахолдингів України — UMH group в Бориса Ложкіна. Експертна оцінка суми угоди, яка публікувалася в пресі — $450-500 мільйонів. До складу медіахолдингу входять журнали «Кореспондент», «Forbes Україна», газети «Комсомольская правда в Украине» та «Аргументы и факты — Украина». Головний редактор «Forbes Україна» (входить в UMH group) Володимир Федорін вважає, що продаж «Forbes Україна» є кінцем проєкту у його нинішньому вигляді, та переконаний, що покупець переслідує одну з трьох цілей, а саме заткнути журналістам рот перед президентськими виборами, відбілити власну репутацію та використати видання для вирішення питань, які не мають нічого спільного з медіабізнесом.
Журналістська спільнота і колектив газет і журналів були стурбовані зміною власника медіахолдингу, очікуючи втручання в редакційну політику і введенням цензури на теми, які «не вигідні» певній фінансово-промисловій групі. Підозри щодо цензури швидко справдились і до кінця 2013 року прокотилась хвиля масових звільнень як журналістів, так і головних редакторів «за власним бажанням».
Комітет Незалежної медіа-профспілки України також зазначив, що купівля Курченком «Українського медіа-холдингу» у 2013 році призвела до запровадження політичної цензури та масових звільнень журналістів та редакторів з сайтів та видань цього холдингу («Forbes Україна», «Кореспондент», Forbes.ua, Korrespondent.net) і закликали до бойкоту International Media School — ініціативи Сергія Курченка, в рамках якої за 1500 грн та лише за 12 днів занять і стажування мали б готуватись «професійні журналісти»

### Банківська сфера
В липні 2013 року група компаній СЄПЕК увійшла до харківського банку «Реал Банк» та почала процес входження в акціонерний капітал підконтрольного братам Олександру і Сергію Бурякам Брокбізнесбанку, власники Брокбізнесбанку підписали угоду про продаж 80 % кредитно-фінансової установи.
3 березня Фондом гарантування вкладів фізичних осіб на підставі постанови НБУ від 28 лютого «Про віднесення Брокбізнесбанку до категорії неплатоспроможних» виконавчою дирекцією прийнято рішення про введення тимчасової адміністрації.